# Belmonte (telenovela)
Belmonte es una telenovela portuguesa producida y emitida por TVI, estrenada el 23 de setembro de 2013. Escrita por Artur Ribeiro, con colaboración de Elisabete Moreira, Nuno Duarte e Simone Pereira, es una adaptación de la telenovela chilena Hijos del Monte. Fue dirigida por António Borges Correia.

## Historia
En el municipio de Estremoz, en el Alentejo, cinco hermanos, hijos adoptivos del patriarca alentejano Emilio Belmonte (Gereron el grupo empresarial Belmonte, poseedor de empresas en el ramo de la Vinicultura, Azeites , Explotación de Mármol, Turismo Cinegético e Inversiones Financieras e Inmobiliarias.
La familia Belmonte está ligada a la historia ancestral de la tierra, pero Emilio, el último descendiente de la familia, se casó con Clarisse, una mujer que no podía tener hijos y, por tal, para la supervivencia del nombre, la pareja fue adoptando a los niños. Cada uno de los cuatro hermanos mayores, Juan (Felipe Duarte, José (João Catarré, Pedro (Diogo Amaral y Carlos (Marco D'Almeida, son responsables, por cierto, por una de las áreas de negocios, mientras que Lucas (Lourenço Ortigão, el más joven, fue a estudiar fotografía para Londres. Los negocios, a pesar de la crisis, se mantienen estables, y la armonía familiar es evidente, continuando los cinco hermanos a vivir juntos en el Monte de la familia.
En el Alentejo se hacen los preparativos para el compromiso de Juan con Julieta (Carla Galvão), hija de la otra familia más antigua de la tierra, sólo que fallecida, los Milheiro - en Brasil, Emilio está con Sofía (Manuela Couto y la hija, Paula (Graziella Schmitt), revelándose que Emilio tiene otra familia.
Sofía fue amante de Emilio y quedó embarazada en el momento en que Clarisse se encontraba enferma con un cáncer terminal. Como Sofía se negó a abortar, Emilio le pagó el cambio a Brasil donde nació Paula, a quien nunca dijeron que era hija de una relación extramatrimonial, creciendo con la historia falsa de que el padre pasa mayor parte del tiempo en Portugal por causa de negocios, que espera un día vender para reformar en Brasil.
Después de un día de felicidad «en familia», en su hacienda en el Pantanal, Emilio parte hacia Portugal, dejando a Paula en lágrimas, como siempre, a la hora de decir adiós. Lo que ella no sabe es que se está despediendo del padre para siempre. En el camino hacia el aeropuerto, Emilio ve lo que parece ser un accidente de tráfico y decide parar para ayudar. Pero lo que parecía ser un accidente es en realidad una emboscada fatal para Emilio planeada por su hijo Carlos.

## Elenco
- Filipe Duarte - João Belmonte
- Graziella Schmitt - Paula Belmonte
- João Catarré - José Belmonte
- Marco D'Almeida - Carlos Belmonte
- Diogo Amaral - Pedro Belmonte
- Lourenço Ortigão - Lucas Belmonte
- Manuela Couto - Sofia Caneira/Belmonte
- Carla Galvão - Julieta Milheiro
- Joana Solnado - Inês Belmonte
- Elsa Galvão - Filomena Guerreiro
- João Didelet - Rafael Guerreiro
- Rita Calçada Bastos - Ana Craft
- Romeu Costa - Henrique Craft
- Tomás Alves - Hugo Queirós
- Luísa Cruz - Susana Marques
- Sara Matos - Marta Nogueira
- Sílvia Rizzo - Carol Molina
- Laura Galvão - Joana Brito
- Almeno Gonçalves - Gustavo Castelo
- Paulo Pires - Padre Artur Ribas
- Bruna Quintas - Rosário Milheiro
- Helena Laureano - Anabela Milheiro
- José Wallenstein - Miguel Milheiro
- Sabri Lucas - Flip
- Sara Prata - Íris
- Norman MacCallum - Alistair Conrad
- Sofia Grillo - Beatriz Figueira
- Adriano Carvalho - Joaquim Figueira
- Maria de Sousa - Luísa Ferreira
- António Melo - Fernando Ferreira
- Sandra Santos - Sónia

Especial
- Estrela Novais - D. Maria

Elenco Joven:
- Afonso Carlos - António Figueira
- Manuel Custódia - Ivo Craft
- Maria Carolina (actriz) - Leonor Guerreiro

Primer Episodio:
- António Capelo - Emílio Belmonte
- Sofia Ribeiro - Laura Pires

## Elenco Adicional
- Adão Castro
- Alexandra Leite - Helena
- Álvaro Faria - Mário
- Ana Borges
- Ana Teresa Santos - Nucha
- Antónia Terrinha -
- Bianca Pratas
- Bruno Schiappa -
- Cândido Ferreira - Ezequiel
- Carolina Frias
- Christopher Murphy - Isaak
- Daniela Faria -
- David Almeida - Daniel
- David Gonzalez
- Diana Figueiredo -
- Diogo Valsassina - Rui
- Duarte Victor - Dr. Matos
- Figueira Cid
- Francisco Areosa
- Francisco Macau - Ricardo
- Gabriela Relvas - Raquel Sarmento
- Gustavo Sumpta
- Inês Faria
- Iris Cayatte - Silvia
- Jaime Freitas - Faustino
- Joana Barradas - Lídia
- João de Brito - Acólito
- João D'Ávila - Padre Trofa
- Jorge Fernandes - Cabo da GNR Rebelo
- Laura Soveral - Alice
- Kjersti Kaasa - Nádia
- Marcela Costa - Verónica
- Maria das Graças - Enfermeira
- Mariana Mestre - Nina
- Paulo Filipe - Dr. Coelho
- Paulo Patrício - Vila
- Paulo Pinto - Inspector Oliveira
- Philippe Leroux - François
- Salvador Sobral
- São José Lapa - Francisca
- Susana Jordão - Striper
- Tânia Alves
- Teresa Côrte Real
- Tiago Aldeia - Nuno
- Valéria Carvalho - Micaela
- Viriato Quintela - Inspector PJ
- Vítor Machado - Guardaespaldas

## Transmisión
En la TVI, la telenovela fue exhibida entre el 22 de septiembre de 2013 al 5 de septiembre de 2014, completando 259 episodios de exhibición. Hasta noviembre de 2013, ocupaba el horario de las 21:30. Después, pasó a ser exhibida a las 22:30 y, finalmente, a partir de febrero de 2014, pasó a ser exhibida a su horario final a las 23:00.

## Premios
| Nombramiento | Proyecto      | Premios                                | Categoría              | Resultado |
| ------------ | ------------- | -------------------------------------- | ---------------------- | --------- |
| 2013         | Belmonte      | Prémios TV7Dias – Troféus de Televisão | Mejor Telenovela       | Vitoria   |
| 2013         | Belmonte      | Prémios TV7Dias – Troféus de Televisão | Mejor Música Principal | Vitoria   |
| 2014         | Belmonte      | Prémio Emmy Internacional              | Mejor Telenovela       | Derrotado |
| 2014         | Belmonte      | Prémios Áquila                         | Mejor Telenovela       | Vitoria   |
| 2014         | Filipe Duarte | Prémios Áquila                         | Mejor Actor Principal  | Vitoria   |
| 2014         | Belmonte      | Prémios TV7Dias – Troféus de Televisão | Mejor Telenovela       | Vitoria   |
| 2014         | Belmonte      | Prémios TV7Dias – Troféus de Televisão | Mejor Música Principal | Vitoria   |

## Banda sonora
- 1. Amor Com Amor Se Paga - André Sardet
- 2. Carta Para Casa - Marito Marques
- 3. II Acto - Per7ume
- 4. Quién - Pablo Alborán
- 5. No Meu Canto - Rita Guerra
- 6. Cinco Vidas - Rua da Lua
- 7. Isto - Luiz Caracol ft. Fernanda Abreu
- 8. The Star - Áurea
- 9. Até à Última Paragem - Pedro & Os Incógnitos
- 10. Moral - MESA
- 11. Juras de Amor - Ricardo Azevedo
- 12. E Agora Tu Vais (Vais Deixar a Minha Vida) - Tony Carreira
- 13. Trem das Onze - Muxima
- 14. Vila - Filipe Pinto
- 15. Mente-me Com os Olhos - Carolina Deslandes
- 16. Mãe Negra - Cais do Sodré Funk Connection feat. Paulo de Carvalho
- 17. Dalla - Jorge Roque